# Гюнтер Крех
Гюнтер Крех (нім. Günther Krech; 21 вересня 1914, Вільгельмсгафен — 3 червня 2000, Вупперталь) — німецький офіцер-підводник, капітан-лейтенант. Кавалер Лицарського хреста Залізного хреста.

## Біографія
23 вересня 1933 року вступив на флот кадетом. 1 жовтня 1936 року отримав звання лейтенанта. Деякий час служив у ВПС.
У листопаді 1939 року переведений у підводний флот. До листопада 1940 року служив вахтовим офіцером на підводному човні U-100 (6-та флотилія), якою командував Йоахім Шепке. 20 лютого 1941 призначений командиром підводного човна U-558 (1-ша флотилія), на якій здійснив 10 походів (провівши в морі в цілому 437 діб), в основному в Карибське море. У серпні 1942 року в Навітряній протоці підводний човен під його командуванням потопив англійське вантажне судно водотоннажністю близько 2000 брт, після чого човен було атакований і покинув регіон. У вересні того ж року, біля острова Аруба ним були потоплені два вантажні кораблі загальним тоннажем 15 200 тонн і норвезький танкер «Вілья» тоннажем 6700 тонн. Через кілька днів, поблизу Тринідаду ним було потоплено 2600-тонне американське вантажне судно.
Після рейду в Карибському морі U-558 повернулася до Франції на капітальний ремонт і знову вийшла в море тільки в січні 1943 року.
20 липня 1943 року човен Креха був потоплений глибинними бомбами, скинутими британською та американською авіацією, на північний захід від мису Ортегаль (Іспанія) в Біскайській затоці. 45 осіб загинуло, 5 осіб, у тому числі Крех, взяті в полон.
Всього за час військових дій Крех потопив 20 суден загальною водотоннажністю — за різними оцінками від 101 696 брт до 120 238 брт, в тому числі — англійський корвет «Гладіолус» і англійський протичовновий траулер «Бедфордшир»; пошкодив 2 судна водотоннажністю 15 070 брт.

## Нагороди
- Медаль «За вислугу років у Вермахті» 4-го класу (4 роки)
- Медаль «У пам'ять 22 березня 1939 року» (9 травня 1940)
- Медаль «У пам'ять 1 жовтня 1938» (3 вересня 1940)
- Нагрудний знак підводника (26 вересня 1940)
- Залізний хрест 2-го і 1-го (26 вересня 1940) класу
- Відзначений у Вермахтберіхт (26 лютого 1942)
  - «Як сказано у спеціальному повідомленні, німецькі підводні човни в ході напружених боїв у центрі Атлантики потопили 7 кораблів добре захищеного конвою, в тому числі 2 великих танкери. Ще 6 кораблів, в тому числіі танкер, отримали настільки великі пошкодження, що їх можна вважати втраченими. В цих атаках особливо відзанчився підводний човен під командування капітан-лейтенанта Креха.»
- Лицарський хрест Залізного хреста (17 вересня 1942)